# Colégio Moderno
O Colégio Moderno (CM) é um estabelecimento de ensino privado localizado no Campo Grande, em Lisboa.
Tem cerca de 2000 alunos divididos em quatro secções que vão dos bebés ao final do Ensino Secundário: Infantário (4 meses aos 2 anos), Infantil (3 aos 5 anos), Primária (1.º Ciclo do Ensino Básico) e Liceu (2.º e 3.º Ciclos do Ensino Básico e Ensino Secundário). Além dos programas curriculares destes níveis de ensino, oferece atividades extracurriculares como Música, Ballet, Ginástica, Judo, Ténis, Andebol e Futebol.
Mantém, ainda, um protocolo com o British Council para o ensino de inglês por professores ingleses. Desde 2012/13, o Colégio tem uma Escola de Música aberta a alunos externos.

## História
O Colégio foi fundado pelo pedagogo João Lopes Soares, pai do político português Mário Soares, em 1936, com base nos grandes valores humanistas e propondo uma educação não limitada ao ensino, promovendo também o respeito pelo outro, pela diferença e a defesa da solidariedade.[carece de fontes?]
De início o Colégio oferecia as opções de externato e internato, tendo nascido como uma escola mista. O Estado Novo instituiu a separação dos sexos nas escolas, pelo que o Colégio passou a ser masculino. Só depois da Revolução de 25 de Abril de 1974 voltou a ter rapazes e raparigas.
De início ia da Escola Primária ao 7.º ano do Liceu, que era o último. No início dos anos 1960 criou-se a Infantil (3 aos 5 anos) e um curso noturno para adultos, que terminaria no início dos anos 1970. Na década seguinte nasceria o infantário (dos 4 meses aos 2 anos). Hoje um aluno pode frequentar o Colégio desde o berço até ir para a Universidade.
A Diretora do Colégio é, desde 1985, a psicóloga Isabel Soares, neta do fundador. Foram seus antecessores no cargo figuras como Mário Soares, José Luís Mota Costa e Rogério Araújo.

## Docentes
No mesmo já leccionaram: 
- Álvaro Baptista Pereira Salema de Araújo
- Álvaro Barreirinhas Cunhal
- David de Jesus Mourão-Ferreira
- George Agostinho Baptista da Silva
- João Pedro Bénard da Costa
- Mário Alberto Nobre Lopes Soares
- Mário Dionísio de Assis Monteiro

## Alumni
Muitos alunos do Colégio Moderno tornaram-se figuras de relevo em diversas áreas da vida pública portuguesa. Contam-se entre eles: 
- Cineasta Alberto Jorge Seixas dos Santos
- Embaixador Alfredo Duarte Costa
- Jornalista António Valdemar
- Músico Bernardo Correia Ribeiro de Carvalho da Costa (Agir)
- Escritor David de Jesus Mourão-Ferreira
- Médico Eduardo Manuel Barroso Garcia da Silva
- Cineasta Frederico dos Reis Colares Torres Corado
- Jornalista Henrique Manuel Baptista da Costa Monteiro
- Cientista João Magueijo, expulso
- Judoca João Pina
- Cineasta João César Monteiro Santos
- Embaixador João Diogo Nunes Barata
- Engenheiro José Carlos Souto de Sousa Veloso, autor e apresentador do programa "TV Rural";
- Ex-ministro da Cultura José Estêvão Cangarato Sasportes
- Fiscalista José Luís Saldanha Sanches
- Pintor Manuel Amado
- Farmacêutica Maria Odette Santos Ferreira, que se destacou na luta contra a SIDA
- Cineasta Mário Alberto Barroso Garcia da Silva
- Mário Alberto Nobre Lopes Soares frequentou desde o segundo ano do liceu até ao final do ensino secundário
- Jornalista Pedro Cordeiro
- Ator Pedro de Matos Fernandes (Pêpê Rapazote)
- Músico Rodrigo Costa Leão Muñoz Miguez
- Atriz e escritora Rosa Maria de Bettencourt Rodrigues Lobato de Faria
- Escritor Vasco Pulido Valente Correia Guedes
- Jornalista Vítor Hugo dos Santos Serpa